# Templet (spillested)
Templet er et spillested for rytmisk musik i Kongens Lyngby nord for København, der blev etableret i 1992. Det ligger på Jernbanevej 16 tæt ved Lyngby Station, og koncertsalen har plads til omkring 160 tilhørere. Det drives af Musikforeningen Rytmetemplet, der bliver støttet af Lyngby-Taarbæk Kommune.
Bygningen rummer også øvelokaler og studie.
Bygningen blev oprindeligt opført i 1903 til Lyngby Tekniske Skole. Den er tegnet i tempel-agtig stil af C.U. Dantzer. Teknisk skole som brugte den frem til 1969. Herefter blev den overtaget af kommunen, der lavede ungdomsklub og diskotek i den, kaldet Club 16 (efter adressen). I 1992 blev den omdannet til spillested under navnet Rytmetemplet.